# Stogovci, Majšperk
Stogovci este o localitate din comuna Majšperk, Slovenia, cu o populație de 253 de locuitori.